# طاس تپه
طاس تپه در شهرستان کبودرآهنگ، بخش مرکزی، دهستان راهب، ابتدا و در کنار بافت مسکونی روستای طاس تپه واقع شده و این اثر در تاریخ ۳۰ بهمن ۱۳۸۶ با شمارهٔ ثبت ۲۱۱۸۶ به‌عنوان یکی از آثار ملی ایران به ثبت رسیده است.